# Commissione P2
La Commissione parlamentare di inchiesta sulla loggia massonica P2 (detta comunemente Commissione P2) è stata una commissione bicamerale presieduta da Tina Anselmi, costituita in Italia nell'arco della VIII legislatura della Repubblica Italiana.

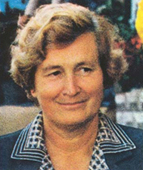
Tina Anselmi, presidente della commissione P2

## Storia
La proposta di istituire una commissione parlamentare d'inchiesta sulle attività della loggia massonica "P2" viene presentata alla Camera il 2 giugno 1981, a nemmeno tre mesi dalla scoperta della lista degli appartenenti alla P2 nella fabbrica la "Giole" di Castiglion Fibocchi (Arezzo). Il breve lasso di tempo tra l'esplosione dello scandalo sulla stampa viene giustificato dai proponenti con la gravità dei fatti. "La scoperta", scrivono i proponenti, "non può essere considerata alla stregua di uno dei tanti scandali che hanno punteggiato la vita politica italiana. Il caso è ben diverso".
La proposta viene approvata e promulgata nella legge 23 settembre 1981, n. 527, che all'art. 1 dà alla Commissione il compito di accertare "l'origine,  la natura, l'organizzazione e la consistenza dell'associazione massonica denominata Loggia P2, le finalità perseguite, le attività svolte, i mezzi impiegati per lo svolgimento di dette attività e per la penetrazione negli apparati pubblici e in quelli di interesse pubblico, gli eventuali collegamenti interni ed internazionali,  le influenze tentate o esercitate sullo svolgimento di funzioni pubbliche, di interesse pubblico e di attività comunque rilevanti per l'interesse della collettività, nonché le eventuali deviazioni dall'esercizio delle competenze istituzionali di organi dello Stato, di enti pubblici e di enti sottoposti al controllo dello Stato".
La commissione divenne operativa il 9 dicembre 1981 ed ebbe come conseguenza l'emanazione della legge 25 gennaio 1982, n. 17. Fu attiva per due legislature: l’VIII (20 giugno 1979 – 11 luglio 1983) e la IX (12 luglio 1983 – 1° luglio 1987) e concluse i lavori il 10 luglio 1984.

## La composizione e l'attività
La commissione è composta da 20 deputati e 20 senatori scelti dai presidenti delle due camere in proporzione alla rappresentanza dei gruppi parlamentari. I due presidenti scelgono di comune accordo il presidente tra i membri della commissione stessa; i due vice-presidenti e i due segretari sono invece eletti nella seduta d'insediamento. I suoi poteri sono stabiliti all'art. 3:
- Procede alle indagini e agli esami con gli stessi poteri dell'autorità giudiziaria.
- Nell'inchiesta, che concerne fatti eversivi dell'ordine costituzionale, non è opponibile il segreto di Stato, salvo i casi espressamente previsti dalla legge di riordino dei servizi segreti (24 ottobre 1977, n. 801).
- Non possono essere oggetto di segreto fatti eversivi dell'ordine costituzionale di cui si è venuti a conoscenza per ragioni della propria professione, salvo per quanto riguarda il rapporto tra difensore e parte processuale nell'ambito del mandato.
- Qualora venga eccepito il segreto d'ufficio, la commissione, se ritiene indispensabili ai fini dell'inchiesta la deposizione del teste e l'esibizione dei documenti, dispone che il teste deponga e ordina il sequestro dei documenti richiesti.
- In nessun caso è opponibile il segreto bancario.

La commissione può avvalersi dell'opera di agenti e ufficiali di polizia giudiziaria e delle collaborazioni che ritenga necessarie.
Il termine per la conclusione dei lavori è fissato in sei mesi dalla pubblicazione della legge sulla Gazzetta Ufficiale (25 settembre 1981). Viene successivamente prorogato all'8 marzo 1983 (legge 4 giugno 1982, n. 342).
I lavori della Commissione iniziano il 9 dicembre 1981 e terminano il 10 luglio 1983; sono tenute 147 sedute, ascoltando le testimonianze di 198 persone la relazione è stesa dalla onorevole Tina Anselmi per decisione della Commissione assunta nella riunione del 6 giugno 1983; nella seduta dell'11 giugno la Commissione decide di allegare alla relazione di maggioranza le relazioni di minoranza.

In base ai poteri speciali conferiti dalla legge istitutiva, la Commissione Anselmi dispose nuove ispezioni, perquisizioni e acquisizioni di documenti successivamente a quelli effettuati nella fabbrica di Licio Gelli a Castiglion Fibocchi.
La commissione parlamentare chiuse i suoi lavori nel 1984 e diede luogo a una relazione di maggioranza e a una di minoranza. La prima, molto più articolata, mise in luce molti aspetti, ad esempio:
- Giudicò la lista attendibile ma presumibilmente incompleta.
- Giudicò la Loggia «responsabile in termini non giudiziari ma storico-politici, quale essenziale retroterra economico, organizzativo e morale» della strage dell'Italicus.
- Giudicò la Loggia «un complotto permanente che si plasma in funzione dell'evoluzione della situazione politica ufficiale».
- Sottolineò l'«uso privato della funzione pubblica da parte di alcuni apparati dello stato» legati alla Loggia.
- Sottolineò la divisione funzionale della Loggia e quindi che, benché tutti gli affiliati fossero consapevoli del fine surrettizio della Loggia, fosse necessario individuare il settore di appartenenza dei singoli affiliati per risalire alle responsabilità personali.
- Sottolineò che la presenza di alcuni imprenditori si poteva spiegare con i benefici economici che il legame con alti dirigenti di imprese pubbliche e banche poteva potenzialmente portare loro, per esempio sotto forma di credito concesso in misura superiore a quanto consentito dalle caratteristiche dell'impresa da finanziare.
- Sottolineò come ci fossero «poche ma inequivocabili prove documentali» che provavano l'esistenza della Loggia di Montecarlo (ora Massonic Executive Committee) e della più elitaria P1, considerandole entrambe creazioni di Licio Gelli.

Secondo la commissione d'inchiesta, la Loggia P2 e Gelli stesso godevano di «una sorta di cordone sanitario informativo posto dai Servizi a tutela e a salvaguardia del Gelli e di quanto lo riguarda» a partire dal 1950 (anno in cui venne segnalato ai servizi il rapporto Cominform", a cui però non seguirono indagini), che permise al gruppo di agire indisturbato, arrivando alla conclusione che Gelli stesso facesse parte dei servizi segreti:
I riscontri forniti e la linea di argomentazione che su di essi abbiamo incentrato, testimoniano in modo chiaro l'esistenza di una barriera protettiva posta dei Servizi a tutela di Gelli e della loggia P2 che scatta puntuale di fronte a qualsiasi autorità politica e giudiziaria, che chieda, nell'esercizio delle sue funzioni, ragguagli e delucidazioni su questi argomenti. Abbiamo individuato la ragione profonda di questo comportamento nell'appartenenza di Licio Gelli all'ambiente dei Servizi segreti, ed abbiamo datato questa milizia al 1950, anno di compilazione dell'informativa COMINFORM. Le conseguenze di tale affermazione sono che la ragione vera del cordone sanitario informativo va cercata non nel presunto controllo che Gelli eserciterebbe nei Servizi segreti, ma nell'opposta ragione del controllo che essi hanno del personaggio.
Le conclusioni che abbiamo esposto sono di tenore tale che l'estensore di queste note avverte per primo l'esigenza di procedere con la massima cautela possibile in questa materia, per la quale peraltro, si deve riconoscere, è del tutto illusorio sperare di raggiungere dimostrazioni che poggino su prove inconfutabili. Si è così argomentato sulla base dei documenti proponendo una linea interpretativa che si riconduca a logica e coerenza, pronti a verificare tale assunto con altre possibili ricostruzioni posto che, secondo l'assunto metodologico seguito, consentano di fornire altra spiegazione coerente ed unitaria dei fenomeni.»
Secondo la commissione, Licio Gelli mantenne fino al primo dopoguerra un atteggiamento ambiguo, che gli permise di legarsi a chiunque avesse avuto le redini del potere in Italia dopo la guerra (fossero i nazifascisti, fossero gli Alleati e i loro gruppi politici di riferimento o fossero i comunisti filosovietici) e il rapporto Cominform, che lo denunciava come spia dormiente dei servizi segreti dell'Est (probabilmente posizione frutto di accordi durante questo periodo ambiguo), su cui i servizi non indagarono, sarebbe divenuto una garanzia sulla sua fedeltà che i servizi avrebbero potuto eventualmente usare, denunciandolo come spia filosovietica e distruggendo quindi la sua figura fortemente anticomunista che era venuta a crearsi nel tempo.
Circa le motivazioni per le quali personaggi tanto affermati avrebbero aderito alla P2, secondo taluni l'abilità di Licio Gelli sarebbe consistita nel sollecitare il diffuso desiderio di mantenere ed accrescere il proprio potere personale: a costoro, l'iscrizione alla loggia sarebbe apparsa di estrema opportunità per raggiungere posizioni di potere di primaria importanza, anche eventualmente partecipando ad azioni coordinate al fine di assicurarsi il controllo sia pure indiretto del governo e di numerose alte istituzioni pubbliche e private italiane.
Secondo altre interpretazioni, la Loggia altro non sarebbe stata che un punto di raccordo fra diverse spinte che già prima andavano organizzandosi per influire sugli andamenti politici dello Stato. Non va dimenticato che proprio in quegli anni da molte parti della società si auspicava una svolta politica di impronta decisa, capace di sopperire alla perniciosa inefficienza sociale, economica e pratica dell'impianto statale.
A posteriori, la Commissione parlamentare d'inchiesta ricostruì che verso la fine degli anni settanta il rapporto tra Gelli e i suoi amici-alleati statunitensi e dei servizi segreti si sarebbe incrinato, e sarebbero cominciate a circolare sollecitazioni a farsi da parte, inoltrate anche nella suggestiva forma di fornire al giornalista Mino Pecorelli (poi assassinato) il famoso rapporto Cominform perché lo pubblicasse e avanzasse così il sospetto che Gelli agisse per qualche servizio segreto di Paesi comunisti.
Gelli reagì rilasciando un'imprevista intervista, nella quale qualcuno ha supposto che abbia inviato messaggi in codice: ma sembra accertato che, poco dopo, un uomo di fiducia di Michele Sindona abbia fornito ai giudici di Milano elementi sufficienti per interessarsi del capo della loggia. Il giornalista e politico Massimo Teodori, membro della succitata commissione, asserì: «La Loggia P2 non è stata un'organizzazione per delinquere esterna ai partiti ma interna alla classe dirigente. La posta in gioco per la P2 è stata il potere e il suo esercizio illegittimo e occulto con l'uso di ricatti, di rapine su larga scala, di attività eversive e di giganteschi imbrogli finanziari fino al ricorso alla eliminazione fisica».

## Le analisi della lista degli appartenenti
Secondo la commissione Anselmi che ebbe modo di leggere alcune corrispondenze tra Gelli e i capigruppo della loggia, intorno al 1979 vi fu una revisione generale degli elenchi degli iscritti, per cui le persone iscritte dopo quella data potevano effettivamente essere in numero minore. Altre liste, per un totale di 550 nomi (di cui 180 circa ricompaiono nell'elenco dei 962 precedenti), comprensivi degli affiliati che Gelli aveva provveduto a «riconsegnare» al Grande Oriente d'Italia fino al 6 ottobre 1976, furono prodotte in aula dal deputato socialdemocratico Costantino Belluscio, in data 1º luglio 1981.
La commissione ritenne che la lista contenente i nomi degli affiliati fosse incompleta e che la P2 fosse strutturata come due piramidi sovrapposte, con i 962 nomi della lista appartenenti alla piramide in basso, Gelli come punto di congiunzione tra le due piramidi e una piramide superiore composta da nomi che figuravano su un'altra lista composta da personaggi che trasmettevano gli ordini alla piramide inferiore. La stessa Commissione rintracciò «poche ma inequivocabili prove» dell'esistenza di una superloggia con sede a Monte Carlo e di una ancor più elitaria loggia P1. A detta di alcuni giornalisti, la lista completa sarebbe stata custodita da Gelli nel suo archivio personale nella villa di Montevideo, in Uruguay.

## Le asserzioni sui rapporti tra Gelli e la P2
La commissione, nella sua attività, trattò a proposito dei rapporti tra Gelli e la massoneria di «rapporti non chiari di reciproca dipendenza, se non di ricatto, che egli instaurò con i Gran Maestri e con i loro collaboratori diretti» e specificando che:
Sembra invece più ragionevole ritenere che la sospensione decretata nel 1976 rappresentò una più sofisticata forma di copertura, alla quale fu giocoforza ricorrere perché Gelli e la sua loggia costituivano un ingombro non più tollerabile per l'istituzione. Si pervenne così al duplice risultato di salvaguardare nella forma la posizione del Grande Oriente, consentendo nel contempo al Gelli di continuare ad operare in una posizione di segretezza che lo poneva al di fuori di ogni controllo proveniente non solo dall'esterno dell'organizzazione ma altresì da elementi interni. A tal proposito si ricordi che non ultimo vantaggio acquisito era quello di avere eliminato dall'organizzazione il gruppo dei cosiddetti "massoni democratici", avversari di lunga data del Gelli e dei suoi protettori.
Bisogna infatti riconoscere che una spiegazione della Loggia P2, risolta tutta in chiave massonica, non spiega il fenomeno nella sua genesi più profonda e nel suo sorprendente sviluppo successivo. Per rendere esplicita questa affermazione non si può non riconoscere come Licio Gelli appaia, sotto ogni punto di vista, un massone del tutto atipico: egli non si presenta cioè come il naturale ed emblematico esponente di un'organizzazione la cui causa ha sposato con convinta adesione, informando le sue azioni, sia pur distorte e censurabili, al fine ultimo della maggior gloria della famiglia; Licio Gelli, in altri termini, non sembra sotto nessun profilo, nella sua contrastata vita massonica, un nuovo Adriano Lemmi, quanto piuttosto un corpo estraneo alla comunione, come iniettato dall'esterno, che con essa stabilisce un rapporto di continua, sorvegliata strumentalizzazione.
Possiamo quindi affermare che tutti gli elementi a nostra disposizione inducono a ritenere come la presenza di Gelli nella comunione di Palazzo Giustiniani appaia come quella di elemento in essa inserito secondo una precisa strategia di infiltrazione, che sembra aver sollevato nel suo momento iniziale non poche perplessità e resistenze nell'organismo ricevente, e che esse vennero superate probabilmente solo grazie all'interessamento dei vertici dell'istituzione i quali, questo è certo, da quel momento in poi appaiono in intrinseco e non usuale rapporto di solidarietà con il nuovo adepto. Questa infiltrazione inoltre fu preordinata e realizzata secondo il fine specifico di portare Licio Gelli direttamente entro la Loggia Propaganda, instaurando un singolare rapporto di identificazione tra il personaggio e l'organismo, il quale ultimo finì per trasformarsi gradualmente in un'entità morfologicamente e funzionalmente affatto diversa e nuova, secondo la ricostruzione degli eventi proposta. Quanto detto appare suffragare l'enunciazione dalla quale eravamo partiti, perché il rapporto tra Licio Gelli e la massoneria viene a rovesciarsi in una prospettiva secondo la quale il Venerabile aretino, lungi dal porsi rispetto ad esso in un rapporto di causa ed effetto, come ultimo prodotto di un processo generativo interno di autonomo impulso, assume piuttosto le vesti di elemento indotto, di programmato utilizzatore delle strutture e della immagine pubblicamente conosciuta della comunione, per condurre tramite esse ed al loro riparo quelle operazioni che costituirono l'autentico nucleo di interessi e di attività che la Loggia P2 venne a rappresentare.
Quello che per la Commissione è di primario interesse sottolineare è che la massoneria di Palazzo Giustiniani è venuta a trovarsi, nel seguito della vicenda gelliana, nella duplice veste di complice e vittima, essendone inconsapevole la base e conniventi i vertici. Non v'ha dubbio infatti che la comunione di Palazzo Giustiniani in senso specifico e la massoneria in senso lato abbiano negativamente risentito dell'attenzione, tutta di segno contrario, che su di esse si è venuta a concentrare, ma altrettanto indubbio risulta che l'operazione Gelli, sommatoriamente considerata, abbia in quegli ambienti trovato una sostanziale copertura – per non dire oggettiva complicità – senza la quale essa non avrebbe mai potuto essere, non che realizzata, nemmeno progettata. Quando parliamo di complicità – pur sostanziale che sia – non si vuole peraltro fare riferimento soltanto a quella esplicita dei vertici dell'associazione, peraltro espressione elettiva della base degli associati, ma altresì a quella più generale situazione risolventesi in una pratica di riservatezza, sancita dagli statuti, ma ancor più da una concreta tradizione di radicato costume massonico degli affiliati tutti, che ha costituito l'imprescindibile terreno di coltura per l'innesto dell'operazione. Perché certo è che Licio Gelli non ha inventato la Loggia P2, né per primo ha contrassegnato l'organismo con la caratteristica della segretezza, ed altrettanto certo è che non è stato Gelli ad escogitare la tecnica della copertura, ma l'una e l'altra ha trovato funzionanti e vitali nell'ambito massonico: che poi se ne sia impossessato e ne abbia fatto suo strumento in senso peggiorativo, questo è particolare che ci interessa per comprendere meglio Licio Gelli e non la massoneria. Il discorso sui rapporti tra Gelli e la massoneria è approdato a conclusioni che si ritengono sufficientemente stabilite e tali da consentire, a chi ne abbia interesse, di trarre le proprie conclusioni. La situazione che si delinea al termine del lungo processo sin qui ricostruito è pertanto contrassegnata da due connotati fondamentali:
- Gelli ha acquisito nella seconda metà degli anni settanta il controllo completo ed incontrastato della Loggia Propaganda Due, espropriandone il naturale titolare e cioè il Gran Maestro;
- la Loggia Propaganda Due non può nemmeno eufemisticamente definirsi riservata e coperta: si tratta ormai di un'associazione segreta, tale segretezza sussistendo non solo nei confronti dell'ordinamento generale e della società civile ma altresì rispetto alla organizzazione che ad essa aveva dato vita[9].»

## La documentazione prodotta
Al termine dei lavori la Commissione ha presentato sei relazioni:
- Relazione della Commissione parlamentare di inchiesta sulla Loggia P2, relazione di maggioranza, sottoscritta dai commissari di DC, PSI, PSDI, PRI.[18].
- Relazioni di minoranza dei commissari del PCI, del MSI-DN, PLI e del Partito Radicale.[19]

Gli atti furono pubblicati in complessivi 120 volumi. rilegati e un indice analitico a cura dell’Archivio storico della Camera dei Deputati relativi a 147 sedute, 198 testimoni risultanti agli atti e una documentazione pubblica di 100.000 pagine. Ad essi si aggiungevano gli appunti manoscritti dalla presidentessa della commissione parlamentare nel corso delle udienze e raccolti in un diario personale., poi pubblicato da Chiare Lettere a cura di Anna Vinci.
Nel maggio 2014 è stata completata la digitalizzazione dei 120 volumi, resi liberamente consultabili in rete; al 30/09/2024 il sito FontTaliarepubblica non restituisce alcun risultato o fonte effettivamente consultabile.

## Presidenti
- Tina Anselmi (deputata DC) - 1 dicembre 1981 - 11 luglio 1983